# 885
Évszázadok: 8. század – 9. század – 10. század
Évtizedek: 830-as évek – 840-es évek – 850-es évek – 860-as évek – 870-es évek – 880-as évek – 890-es évek – 900-as évek – 910-es évek – 920-as évek – 930-as évek
Évek: 880 – 881 – 882 – 883 –  884 – 885 – 886 – 887 – 888 – 889 – 890

## Események

### Európa
- Kövér Károly császár ellene irányuló összeesküvéssel vádolja Hugó elzászi herceget (II. Lothár törvénytelen fiát) és Frízia hercegét, a viking Godfridot. Maga elé rendeli őket és Hugót megvakíttatja (majd Sankt Gallen kolostorába záratja), Godfridet pedig megöleti.
- Mivel házassága gyermektelen maradt, Kövér Károly 15 éves törvénytelen fiát, Bernátot akarja megtenni kizárólagos örökösének, kizárva a Karoling ház többi tagját (pl. Hebegő Lajos 5 éves fiát, Együgyű Károlyt vagy Karlmann bajor király törvénytelen fiát, Arnulf karintiai herceget). A frank püspökök egy része ellenzi terveit, ezért a császár gyűlést hív össze Wormsba az ügy megvitatására. Meghívja III. Adorján pápát is (valószínűleg azért, hogy leváltsa az ellenkező püspököket), a pápa azonban útközben meghal.
- Rómában V. Istvánt választják meg III. Adorján utódjának. Császári jóváhagyás nélkül szentelik fel, ezért Kövér Károly elküldi legátusát a pápa leváltásra. Amikor azonban megtudja, hogy a főpapság egyöntetűen kiáll István mellett, mégis jóváhagyja megválasztását.
- Ősszel nagy viking flotta (300 hajó és 10 ezer harcos) hajózik fel a Szajnán és sarcot követel Párizstól. Amikor ezt megtagadják, ostrom alá veszik a várost, amelyet Odó gróf csak 200 katonával véd.
- Vikingek támadják meg a kenti Rochestert, de Alfréd wessexi király közeledtére elmenekülnek. Egy wessexi flotta ezután a viking uralom alatt lévő Kelet-Angliában portyázik. Felhajóznak a Stour folyón és legyőznek egy kisebb hajórajt, de a visszaúton a folyó torkolatánál a vikingek legyőzik őket.

### Abbászida Kalifátus
- Ahmad ibn Túlún egyiptomi és szíriai kormányzó előző évi halálát követően Al-Muvaffak régens megpróbálja visszaszerezni Szíriát fiától és utódjától, Humáravajhtól. Serege azonban vereséget szenved és régens kénytelen elismerni a Túlúnidákat a két tartomány örökletes kormányzóinak. Humáravajh cserébe évi 300 ezer dirhamos adót fizet a kalifának.

## Születések
- Daigo, japán császár

## Halálozások
- április 6. – Szent Metód, bizánci hittérítő
- július 8. – III. Adorján, római pápa
- Godfrid, fríziai herceg
- Liutgard, Ifjabb Lajos keleti frank király felesége

## Fordítás
- Ez a szócikk részben vagy egészben  a(z)   885 című angol Wikipédia-szócikk ezen változatának fordításán alapul.  Az eredeti cikk szerkesztőit annak laptörténete sorolja fel. Ez a jelzés csupán a megfogalmazás eredetét és a szerzői jogokat jelzi, nem szolgál a cikkben szereplő információk forrásmegjelöléseként.